# Zitkala Ša
Zitkala-Ša, znana tudi kot Rdeča ptica (Red Bird) ter Gertrude Simmons Bonnin; indijanska pisateljica, urednica, glasbenica, učiteljica ter politična aktivistka iz ljudstva Sujev (Yankton Dakota), * 22. februar 1876, rezervatu Yankton, Južna Dakota, ZDA, † 26. januar 1938, Washington, D.C., ZDA. 

## Življenje
Zitkala-Ša se je rodila 22. februarja 1876 v indijanskem rezervatu Yankton v Južni Dakoti, mami Ellen Simmons, katere plemensko ime je bilo Thaté Iyóhiwiŋ (Vsak veter ali Dosegi vetra) ter očetu Felkerju. Oče je bil ameriško-nemškega porekla, vendar je družino, ko je bila Zitkala-Ša še majhna, zapustil.
Prvih osem let svojega življenja je preživela v rezervatu in ta leta je pozneje opisala kot dneve polne svobode in sreče. Leta 1884, pri njenih rosnih osmih letih, so jo misijonarji skupaj še s številnimi drugimi indijanskimi otroci odpeljali v kvekerski internat (White's Manual Labor Institute, Quaker school) v Wabash, Indiana. Tam so jih učili branja, pisanja ter sporazumevanja v angleščini. Šolo je obiskovala do vključno 1887, ko se je vrnila nazaj v rezervat k materi. Pri petnajstih, željna po dodatni izobrazbi, se je vrnila v internat. Študirala je klavir in violino ter učila glasbo. Bila je ena izmed redkih žensk, ki je posegala po višji izobrazbi. V tem času je poleg študija zbirala stare indijanske legende ter jih prevajala sprva v latinščino, pozneje pa tudi v angleščino. Od 1897 do 1899 je študirala violino na New England konzervatoriju za glasbo v Bostonu. Istega leta, 1899, se je zaposlila v Carlisovi delavski šoli (Carlisle Indian Industrial School) v Pensilvaniji, kjer je poučevala glasbo. Leto pozneje je začela s pisanjem člankov o indijanskem življenju za nacionalne časopise, kot so npr. Atlantic Monthly (mesečnik Atlatnik) in Harper's Monthly (mesečnik Harper). V njih je večinoma kritizirala sistem internatov ter realisitično prikazala indijansko uporništvo. Poleg tega se je 1990 po dolgih letih ponovno vrnila v rezervat z namenom, da bi poučevala tamkajšnje otroke. Ob vrnitvi je vsa razočarana ugotovila, da je prišlo v času njene odsotnosti do mnogih sprememb – revščina, slabe razmere zaradi zasedbe zemljišč s strani belopoltega prebivalstva. 
Leta 1902 se je poročila s kapitanom Raymondom T. Bonninom. Kmalu po poroki je bil kapitan premeščen v rezervat Uinyah-Ouray v Utahu. Par je tam živel in delal z ljudmi kar štirinajst let. Med tem časom se jima je rodil prvi sin, Raymond Ohiya Bonnin.

## Pisateljstvo
Zitkala-Ša je imela bogato pisateljsko kariero, ki jo kronološko delimo na dve glavni obdobji. 

### Prvo obdobje
je potekalo od leta 1900 do 1904, ko je objavila legende zbrane iz domorodne kulture ter avtobiografske pripovedi. Vsi neobjavljeni spisi iz tega obdobja so bili izdani šele po njeni smrti, leta 2001 kot Dreams and Thunder: Stories, Poems, and Sun Dance Opera (Sanje in grom: zgodbe, pesmi in "Sun Dance Opera"), P. Jane Hafen.
Njeni članki so bili večinoma objavljeni v mesečniku Atlantik med leti 1900 in 1902. Med najbolj znane sodijo: An Indian Teacher Among Indians (Indijanski učitelj med Indijanci), Impressions Of an Indian Childhood (Vtisi indijanskega otroštva),  The School days of an Indian Girl (Šolski dnevi indijanskega dekleta). Vsa ta dela so bila avtobiografska, v njih pa je podrobno opisala svoje izkušnje tako v rezervatih kot pri poznejši asimilaciji v dominantni ameriški kulturi.
Drugi članki  pa so bili objavljeni v mesečniku Harper. 
Za veliko večino njenega dela je značilna liminalnost; napetosti med tradicijo in asimilacijo ter med literaturo in politiko. Te napetosti so izražene zlasti v njenih avtobiografskih delih. V svojih American Indian Stories (Indijanskih zgodbah) predstavi tako literarni kot politični aspekt svojega življenja. Pripoved prikazuje njeno razdvojenost med ostati zvesta svoji tradiciji Yankton Dakote na eni strani ter popolno asimilacijo v dominantno kulturo blecev na drugi strani. 

### Drugo obdobje
Trajalo je od leta 1916 do leta 1924. V tem obdobju se je Zitkala-Ša osredotočila na pisanje in objavljanje bolj politično aktivističnih del. Skupaj z možem sta se preselila v prestolnico Washington, kjer je postala politično aktivna. Drugo obdobje zajema nekaj njenih najbolj vplivnih člankov, med katere uvrščamo »Oklahoma's poor rich Indians« (Oklahomski revno-bogati Indijanci). 
Njen pisateljski repertoar tako obsega številne avtobiografske pripovedi o njeni mladostniški krizi identitete ter kasnejšo razdvojenost med razvijajočo se prevladujočo ameriško kulturo ter tradicionalno, domačo indijansko kulturo. Njene poznejše knjige v angleščini pa so bile med prvimi deli, kjer so bile prikazane tradicionalne zgodbe in legende ameriških Indijancev. S tem se je zapisala v zgodovino kot ena izmed najvplivnejših indijanskih aktivistk 20. stoletja.

## Dela
- Zitkala-Sa, 1876-1938: American Indian Stories (Washington: Hayworth Publishing House, 1921) (HTML at Celebration of Women Writers), Cobiss American Indian stories  https://plus.si.cobiss.net/opac7/bib/259321088
- Zitkala-Sa, 1876-1938: Old Indian Legends, illust. by Henook-Makhewe-Kelenaka (illustrated HTML at Virginia)
- The School days of an Indian Girl, and An Indian Teacher Among Indians, 2009 (Dodo press), deli dostopno: http://www.marshaweisiger.net/uploads/1/0/5/0/10504445/zitkala_sa_atlantic_monthly_stories.pdf, http://digital.library.upenn.edu/women/zitkala-sa/stories/stories.html#teacher
- Impressions of an Indian Childhood, 2004 (Kessinger Publishing)
- Iktomi and The Ducks and Other Sioux Stories, 2004 (Bison Books), editor: Jane Hafen
- Dreams and Thunder, 2001 (Bison Books), editor: Jane Hafen, dell dostopno: https://thetechub.com/cr84/03-prof-milan-stracke-iv/4tAwmDUXoU-9780803299191-dreams-and-thunder-stories-poems-and-the-sun-dan.pdf%5B%5D
- Dance in a buffalo skull, 2007 (South Dakota State Historical Society), illustration.  S.D. Nelson (Illustrator)
- vsi napisani čalnki, so bili ponovno objavljeni v naslednjih prispevkih:
- Old Indian Legends. Lincoln: U of Nebraska P, 1985.
- American Indian Stories. Lincoln: U of Nebraska P, 1985.
- Zitkala-Ša, Fabens, Charles H. and Matthew K. Sniffen. Oklahoma’s Poor Rich Indians: An Orgy of Graft and Exploitation of the Five Civilized Tribes, Legalized Robbery. Philadelphia: Office of the Indian Rights Association, 1924.

### Ameriške indijanske zgodbe
Ameriške indijanske zgodbe (merican Indian Stories) so zbirka zgodb iz otroštva, alegoričnih fantazij ter spisov, objavljenih v mesečnikih Atlantik in Harper, ki pripovedujejo o težavah, s katerimi se je skupaj z mnogimi domorodci srečevala v šolah, ki so bile ustvarjene z namenom za čim hitrejšo asimilacijo k dominantni, prevladujoči kulturi. Prvič so bile objavljene leta 1921. 

### Stare indijanske legende
Stare indijanske zgodbe (Old Indian Legends) so zbirka pesmi ter zgodb, ki se jih je naučila kot otrok ter jih zbrala med različnimi plemeni. Namen dela je bil predvsem ohranjanje tradicij, pridobivanje spoštovanja in priznanje teh ritualov v prevladujoči evropsko-ameriški kulturi.

### Članki za ameriški indijanski časopis
Zitkala-Ša je bila aktivna članica Društva ameriških Indijancev (Society of American Indians ali SAI),  progresivni skupini, ki je bila ustanovljena leta 1911. Med drugim je ta tudi izdajala ameriški indijanski časopis. Med leti 1918 ter 1919 je bila tudi sama urednica časopisa in v tem obdobju je prispevala tudi največ svojih člankov. Gre za najbolj eksplicitna politična dela, ki so se nanašala na teme, kot so prispevek ameriških vojakov iz 1. svetovne vojne, vprašanja o dodeljevanju zemljišč in številne druge. Mnogo njenih spisov tistega časa je bilo kritiziranih zaradi spodbujanja asimilacije. Pozivala je k priznanju domorodne kulture in tradicije, hkrati pa zagovarjala državljanske pravice ZDA, ki bi povzdignile domorodce v razvijajočo se Ameriko. Verjela je, da bo z integracijo domorodcev tako pridobila politično moč in zaščitila svojo kulturo.

### Oklahomski revno-bogati Indijanci
Združenje indijanskih pravic je leta 1923 objavilo enega izmed najbolj vplivnih političnih del Zitkale-Ša (Oklahoma's poor rich Indians). V članku je izpostavila ameriške korporacije, ki so sistematično ter nezakonito delovale, izrabljale Indijance v Oklahomi.

## Politični aktivizem
Zitkala-Ša je bila politično aktivna skozi svoje celotno odraslo življenje. V obdobju, ko je živela na rezervatu Uintah-Ouray v Utahu, se je pridružila že prej omenjenemu Društvu Ameriških Indijancev. Od poznega 20. stoletja naprej so aktivisti kritizirali to društvo in Zitkalo-Ša, češ da so se zavzemali za pravice Indijancev do državljanstva in zaposlitve na napačen način. Njihov način borbe za pravice naj bi namreč na koncu vključeval asimilacijo, s čimer bi Indijanci izgubili svojo kulturo.
Kot sekretarka društva je Zitkala-Ša sodelovala z Uradom za indijanske zadeve (Bureau of Indian Affairs) v okviru ameriške vlade, katerega delovanje je začela kritizirati. Na primer njihov poskus, da bi indijanskim otrokom v internatih prepovedali uporabo njihovega jezika in kulturnih navad. Poročala je o nasilju nad otroki, ki niso bili pripravljeni sprejeti krščanske vere. S svojim napadom biroja je na koncu povzročila tudi to, da so njenega moža, ki je bil tam zaposlen, odpustili. Par se je skupaj s sinom preselil v Washington D.C., saj sta upala, da bosta tam našla podpornike. 
Iz Washingtona je začela Zitkala-Ša predavati na nacionalni ravni v imenu SAI z namenom promoviranja kulturne in plemenske identitete Indijancev. V dvajsetih letih 19. stoletja je vložila veliko napora v promoviranje ideje vse-indijanskega združevanja, ki naj bi združila vsa ali večino ameriških plemen v postopku zavzemanja za državljanske pravice Indijancev. V letu 1924 je bil sprejet zakon o državljanski pravici Indijancev, ki je dodelil ameriške državljanske pravice večini avtohtonih prebivalcev, ki teh pravic prej niso imeli.
V letu 1926 je s pomočjo svojega moža ustanovila The National Council of American Indians ali NCAI (Nacionalni svet za ameriške indijance) z namenom združevanja vseh plemen na celotnem območju ZDA, in sicer, da bi ti dobili polne državljanske pravice, vključno z volilno pravico. Od leta 1926 pa vse do njene smrti leta 1938 je bila Zitkala-Ša predsednica, zastopnica in glavna zbiralka denarnih sredstev NCAI. Po njeni smrti je delovanje te organizacije za nekaj časa zamrlo. Vendar pa je bila organizacija ponovno oživljena leta 1944 pod moškim vodstvom, ki pa je njeno dotedajšnje delo zanemarilo.
Zitkala-Ša se je v dvajsetih letih 19. stoletja borila tudi za pravice žensk. S tem razlogom se je leta 1921 pridružila gibanju The General Federation of Women's Clubs (Združenje ženskih klubov), ki je poskušalo obdržati javen glas žensk. GFWC je bila med drugim organizacija, ki se je zavzemala tudi za rasno raznolikost svojih članov. Preko te federacije je leta 1924 ustanovila Indian Welfare Committee,IWC (Indijanski odbor za socialno pomoč), s katerim je sodelovala pri sprožitvi vladne preiskave o izkoriščanju ameriških Indijancev v Oklahomi. Bila je tudi soavtorica članka, ki je izpostavil več koorporacij, ki so v Oklahomi ropale in celo pobijale Indijance, da bi si s tem lahko pridobile dostop do njihove zemlje.
Z IWC je prispevala k temu, da je kongres leta 1934 sprejel Zakon o reorganizaciji indijanskih plemen (the Indian Reorganization Act) pod administracijo predsednika Franklina D. Roosevelta. Včasih opisan tudi kot Indian New Deal, je ta zakon spodbujal plemena, da obnovijo in sprejmejo samoupravo po vzorcu izvoljene predstavniške vlade. Z zakonom je bilo upravljanje ozemlja zopet dano v roke Indijancem.
V svojem delu za NCAI je leta 1924 Zitkala-Ša med drugim tudi spodujala Indijance, da so se začeli bolj zavzemati za vpisovanje v volilni imenik. Spodbujala jih je k podpori predloga zakona Curtis Act, ki je bil sprejet istega leta. Sama je namreč menila, da bo deloval v prid Indijancem. Vendar čeprav je ta zakon Indijancem dodelil ameriško državljanstvo, pa prebivalci na rezervatih še vedno niso smeli voliti ne na lokalih ne na državnih volitvah. Zitkala-Ša pa je kljub temu nadaljevala svoje delo v boju za civilne pravice, za boljši zdravstveni sistem in izobrazbo Indijancev do svoje smrti leta 1938.

## Smrt in zapuščina
Zitkala-Ša je umrla 26. januarja 1938 v Washingtonu, pri starosti 61 let. Pokopana je pod imenom Gertrude Simmons Bonnin na narodnem pokopališču Arlington. Od konca 20. stoletja naprej je Univerza v Nebraski ponovno izdala njene številne zapise o indijanski kulturi. V njeno čast so na Veneri enega izmed kraterjev poimenovali "Bonnin". 
Zapuščina Zitkale-Ša pa živi naprej kot ena najmočnejših indijanskih aktivistov dvajsetega stoletja. Za sabo je zapustila vplivno teorijo indijanskega upora in ključni model za reforme. Skozi svoj aktivizem je dosegla bistvene spremembe na področju izobraževanja, zdravstvenega sistema, pravnega položaja indijanskih ljudstev in na področju ohranjanja indijanske kulture.